# Ковасненская и Харгитская епархия
Кова́сненская и Харги́тская епа́рхия (рум. Episcopia Covasnei și Harghitei) — епархия Румынской православной церкви с центром в городе Меркуря-Чук (Чиксереда). Входит в состав Трансильванской митрополии. Объединяет приходы и монастыри жудецов Ковасна и Харгита.
Правящий архиерей — епископ Ковасненский и Харгитский Андрей (Молдован) (с 15 февраля 2015 года).

## История
Создана 11 января 1994 года решением Национального церковного собрания. Жудец Ковасна был выделен из Сибиуской архиепископии, а жудец Харгита — из Епархии Алба-Юлии. Всего на территории новообразованной епархии проживало 100 тысяч православных христиан, причём в обоих жудецах они составляли меньшинство населения (25 % в Ковасне и 15 % в Харгите). 12 июля 1994 года первым епископом Ковасненским и Харгитским был избран архимандрит Иоанн (Сележан). 20 июля того же года состоялась его архиерейская хиротония, а 25 сентября — возведение на кафедру.

## Благочиния
На 2019 год приходы епархии разделены на четыре благочиния:
- Меркуря-Чук — 32 прихода[5]
- Кэлимани — 18 приходов[6]
- Сфынту-Георге — 50 приходов[7]
- Бузэул-Трансилван — 14 приходов[8]

## Монастыри
На 2019 год в епархии насчитывается 9 монастырь и 3 скита:
- Монастырь Доамней — женский, Харгита
- Монастырь Топлица — мужской, Харгита
- Монастырь Фэджецел — мужской, Харгита
- Монастырь Мэркуш — женский, Ковасна
- Монастырь Святого Николая — при епархиальном центре, Харгита
- Монастырь Извору-Мурешулуй — женский, Харгита
- Монастырь Валя-Маре — мужской, Ковасна
- Монастырь Сита-Бузэулуй — женский, Ковасна
- Монастырь Командэу — мужской, Ковасна
- Скит Думбрэвиоара — приписан к монастырю Топлица, Муреш
- Скит Гура-Изворулуй — приписан к монастырю Топлица, Харгита
- Скит Святого Власия Севастийского — Харгита

## Архиереи
- Иоанн (Сележан) (25 сентября 1994 — 28 декабря 2014)
- Андрей (Молдован) (с 15 февраля 2015 года)